# 安如山
安如山（1503年—1570年），字子静，號膠峯，直隸常州府無錫縣（今屬江蘇省無錫市）人，明朝政治人物。

## 生平
安如山生于明弘治十六年（1503年）七月二十四日，其家族为常州府无锡县名门望族胶山安黄氏。其父安國爲明朝江南巨富。安如山于嘉靖八年（1529年）中己丑科二甲進士，選翰林院庶吉士，歷任河南裕州知州、南京户部江西司员外郎、浙江绍兴府通判、山东高唐州知州、浙江金华府同知、云南按察司佥事、江西布政使司左参议，最终官至四川按察司僉事。卸任後悠遊林下而卒。

## 事跡
嘉靖十一年（1532年），安如山在裕州奉命丈地均粮，按土地好坏分为四等均赋，因田准税。肥田一当一，中等田二当一，下等田三当一或四当一，赋役负担不均现象大为减轻。经过丈量全州共有土地 13240 顷。年赋税 6330 石。在知州任内，安如山清丈土地，制止地方土劣隐漏，减轻人民负担，增加国家田赋收入，在当地深得人心。随后，安如山在裕州均田折亩的事迹被记录下来并被撰写成《方城均田志》（嘉靖十七年版），现藏於江蘇無錫市圖書館。
嘉靖三十三年（1554年），安如山与无锡缙绅秦瀚、王问、顾可学、顾可久、钱宪、王瑛等人重修始建于成化十八年（1505年）“碧山吟社”。

## 家族
其先黄姓，始祖黄叔英为安明善继子，故稱胶山安黄氏。祖父安祚，娶司馬氏，生父安國（1481年-1534年），字民泰，號桂坡，嘉靖十三年闰二月癸丑，享龄五十有四。有子七人：如山举进士；如盘、如石、如岳、如京、如冈、如陵。
安如山與其次子安希範，其孫安廣居，祖孫三代均爲進士。因此其后世子孙获许在家中厅堂高悬匾额“世进士第”，以彰显此荣耀。在无锡当地曾名动一时。